# Bidente
Le Bidente est un cours d'eau italien. Il naît dans l'Apennin toscan-romagnol en Italie. Son cours inférieur porte la dénomination alternative de Ronco.

## Hydrographie
Trois rivières, les Bidente di Corniolo, Bidente di Ridracoli et Bidente di Pietrapazza, s'unissent près de la ville de Santa Sofia, plus précisément les deux premiers vers la localité de Bleda (lieu de naissance du pape Pascal II) et puis avec le troisième près de la station d'épuration de Capaccio.
Le Bidente développe son bassin hydrographique dans les provinces de Forlì-Césène et de Ravenne. Néanmoins près de la localité de Galeata, il perd le nom de Bidente pour prendre celui de Ronco. Après avoir conflué avec la rivière Montone, ces deux cours d'eau forment un cours fleuve, connu sous le nom de Fiumi Uniti (littéralement : Fleuves unis). Celui-ci se jette dans la Mer Adriatique, dans les environs de Ravenne.

## Aménagements
Déjà au Ier siècle, les Romains utilisaient l'eau du Bidente pour irriguer la plaine et avaient réalisé un aqueduc près de Meldola qui amenait l'eau jusqu'à Ravenne. Quatre siècles plus tard, ce fut Théodoric le Grand qui redonna vie à l'aqueduc de l'empereur Trajan. C'est ainsi que le Bidente fut appelé « Flumen Acqueductus » (en latin : le fleuve aux aqueducs).

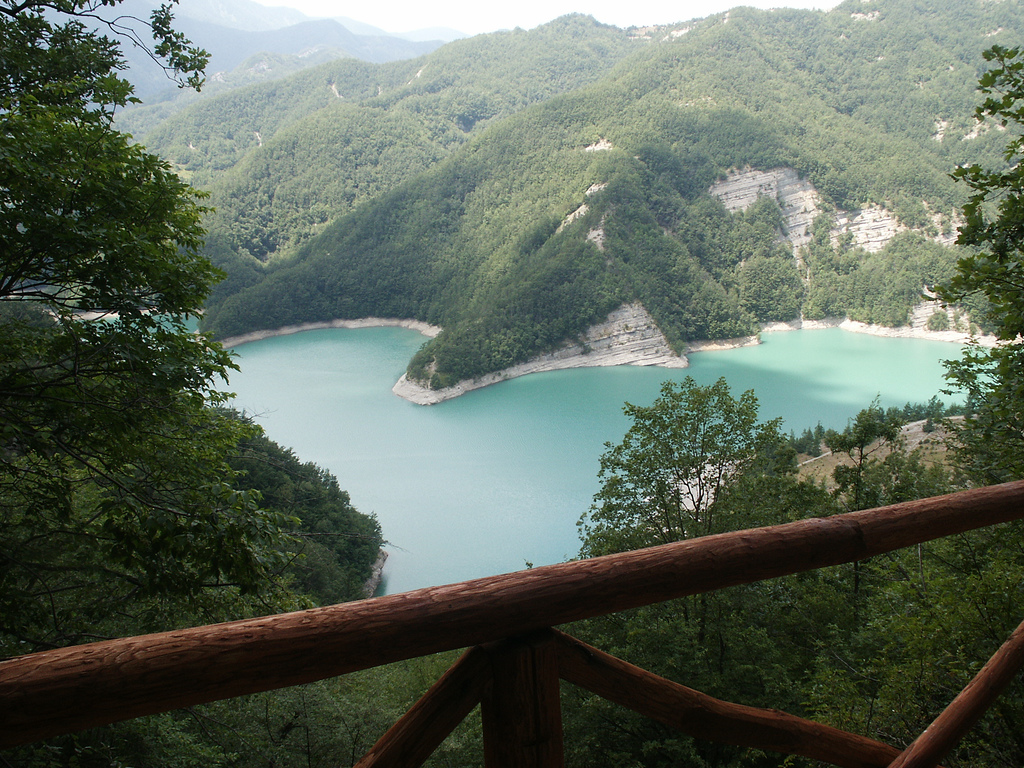
Le Ridracoli.

Sur le Bidente di Ridracoli se trouve le lac artificiel construit à partir de 1982 sur le mont du pays de Ridracoli, dans la commune de Bagno di Romagna.  Le plan d'eau de Ridracoli est depuis devenu un site touristique apprécié. Terminée en 1982, la digue en arc a une hauteur de 103,5 mètres et une largeur de 432 mètres, créant un lac d'environ 100 hectares pour une capacité de 33 millions de mètres cubes d'eau. La digue appartient au Service des Eaux de Romagne, et la retenue d'eau alimente en eau potable 48 communes romagnoles ainsi que Saint-Marin, reprenant le tracé de l'antique aqueduc.

## Voisinage
La partie vers les monts prend le nom de Romagna bidentina. Les communes du haut Bidente sont Santa Sofia, Galeata et Civitella di Romagna, plus bas se trouvent Meldola et Forlì en zone Ronco.